# Катастрофа Ан-26 в Ростове-на-Дону
Катастрофа Ан-26 в Аксае — авиационная катастрофа, произошедшая ночью четверга 23 декабря 1982 года возле аэропорта Ростов-на-Дону в городе Аксай. Грузовой самолёт Ан-26 Красноводского ОАО предприятия «Аэрофлот» выполнял тренировочный рейс по маршруту Сухуми — Ростов-на-Дону — Красноводск, но сразу после взлёта из аэропорта Ростов-на-Дону при сложных погодных условиях (туман и сильный боковой ветер в условиях ночной темени) лайнер отклонился от курса, после чего перешёл в снижение. Экипаж, увидев опасное сближение с землёй попытался прекратить снижение, но в результате, через 1 минуту и 40 секунд после взлёта лайнер зацепил деревья лесополосы, рухнул на землю, пррбороздил по ней и врезался во вторую лесополосу в 5 км от аэропорта Ростов-на-Дону, полностью разрушившись. Погибли все 16 человек на борту самолёта — 12 пассажиров и 4 членов экипажа.

## Самолёт
Ан-26 борт СССР-26627 (заводской — 77305208) был выпущен в 1977 году и вскоре был передан Министерству гражданской авиации СССР («Аэрофлот»). О наработке циклов «взлёт-посадка» и часов налёта у 5-летнего лайнера неизвестно.

## Хронология событий

### Предшествующие обстоятельства
Задержавшись в Сухумском аэропорту на 2 часа и 16 минут (попытка несанкционированной перевозки 300 килограммов мандаринов), 23 декабря 1982 года авиалайнер с 12 пассажирами и 4 членами экипажа вылетел из Сухумского аэропорта Бабушара, а рейс выполнял Ан-26 борт СССР-26627, летящий из Сухуми в Красноводск с первой промежуточной посадкой в Ростове-на-Дону. На борту находились четыре экипажа: инструкторский, три тренируемых и 11 пассажиров — три тренируемых экипажа, также на борт загрузился неоформленный служебный пассажир: штурман Ан-26 в том же Красноводском ОАО, всего 16 человек. Целью данного перелёта была тренировка экипажей по программе их переучивания с Ан-24 на Ан-26, а заодно увеличить их налёт. Без существенных замечаний самолёт выполнил первую часть перелёта и приземлился в Ростовском аэропорту.

### Взлёт
При выполнении запуска двигателей вспомогательный двигатель РУ-19А-300 не смог выйти на номинальный режим, так как была неисправна лента перепуска. В нарушение наставлений по полётам и РЛЭ самолёта, экипаж принял решение о выполнении взлёта, хотя из-за падения суммарной силы тяги, взлётный вес оказался завышен на 943 килограмма, по сравнению с расчётным. При этом центровка не выходила за нормированные пределы. В Ростове-на-Дону к тому времени уже стояла ночь, а над землёй стоял туман, при этом вертикальная видимость составляла 60 метров, горизонтальная — 720 метров, а видимость по огням на ВПП — 1130 метров, что соответствовало метеорологическому минимуму командира экипажа. Также дул юго-юго-восточный умеренный ветер.

### Катастрофа
В 20:42:42 Ан-26 взлетел с полосы и на скорости 283 км/ч начал набирать высоту. Однако на высоте 70 метров его начало постепенно сносить с курса боковым ветром, но экипаж этого не заметил, так как полёт проходил в густом тумане. Когда в 20:43:20 самолёт на скорости 320 км/ч проходил высоту 170 метров, то командир дал команду убрать закрылки, что и было выполнено в два приёма. Из-за тумана экипаж не видел наземных ориентиров и не заметил, как перегруженный и плохо сбалансированный авиалайнер перешёл в просадку и не смог своевременно парировать её. Резко теряя высоту, Ан-26 за 10 секунд разогнался до поступательной скорости 370 км/ч и вертикальной 18 м/с.
Лишь на высоте 120 метров пилоты осознали сложившуюся ситуацию и потянули штурвалы на себя. Однако из-за колоссальной перегрузки за 4 секунды скорость снижения успела снизиться лишь до 5—7 м/с, когда на высоте 38 метров относительно уровня аэродрома самолёт с приподнятым носом и работающими на взлётном режиме двигателями на скорости 405 км/ч врезался в деревья лесополосы, в результате чего потерял правую часть крыла. Начав входить в правый крен, авиалайнер через 75 метров правым двигателем и хвостом ударился о землю, промчался по ней ещё 75 метров, а затем, в 5 километрах от ВПП и в 1180 метрах левее её оси, врезался в деревья второй лесополосы и полностью разрушился. Все 16 человек на борту погибли. Весь полёт продолжался минуту и 40 секунд.
- Вячеслав Иванович Алексеенко
- Виктор Васильевич Андреев
- Николай Васильевич Бабкин
- Равиль Даниялович Бигеев
- Николай Николаевич Гетманов
- Марат Гаязович Гимранов
- Михаил Егорович Глеков
- Нурмамед Дашлиев
- Иван Анатольевич Дементьев
- Млдаман Юлдашевич Ишметов
- Владимир Александрович Каплин
- Сергей Акимович Левада
- Андрей Валентинович Сухомлинов
- Виктор Анатольевич Ткаченко
- Владислав Алексеевич Устюгов
- Геннадий Лукич Шаров

## Расшифровка переговоров
Запись внутрикабинных переговоров (канал СПУ). На регистраторе МС-61 переговоры заглушились сигналом зуммера опасной высоты радиовысотомера.
Сокращения:
- КВС — командир воздушного судна
- 2П — второй пилот
- ШТ — штурман
- БМ — бортмеханик
- Э — кто-то из экипажа

| Время        |     |                                                  |
| ------------ | --- | ------------------------------------------------ |
| 20:42:10     | КВС | экипаж, взлетаем!                                |
| 20:42:12     | БМ  | взлётный установлен                              |
| 20:42:14     | БМ  | параметры в норме                                |
| 20:42:28     | ШТ  | скорость растет                                  |
| 20:42:32     | ШТ  | 150                                              |
| 20:42:37     | ШТ  | 180                                              |
| 20:42:39     | ШТ  | 200                                              |
| 20:42:41     | ШТ  | рубеж                                            |
| 20:42:42     | КВС | взлёт продолжаем                                 |
| 20:42:46     | ШТ  | 220… шесть, безопасная шасси убрать              |
| 20:43:00     | ШТ  | высота 50, скорость 270, фары убрать             |
| 20:43:10     | ШТ  | 120, скорость 290                                |
| 20:43:20     | КВС | 150… закрылки…                                   |
| 20:43:30     | ШТ  | выход, прямая 200, правым разворотом на курс 140 |
| 20:43:40     | ШТ  | 200 м, скорость 315, 15 канал                    |
| 20:43:50     | Э   | Ростов круг 26627, взлёт на Егорлык              |
| 20:43:54     | Э   | 627-й, 1200 доложу                               |
| Конец записи |     |                                                  |

## Причина
Недостаточные и несвоевременные действия экипажа по балансировке самолёта в процессе уборки закрылков после взлёта, что привело к резкой потере высоты и столкновению с препятствиями в СМУ.— 

## Последствия
После данной катастрофы в РЛЭ изменили порядок уборки закрылков.